# 竹中寛
竹中寛（たけなか ひろし、1972年1月17日 - )は日本プロポケットビリヤード連盟(JPBA)所属のプロポケットビリヤード選手（第44期生）。大阪府出身。愛称は「SAMURAI」。JBCのエースとして活躍後、JPBAに移籍。
19歳の時、全日本オープンローテーション選手権大会で奥村健との決勝戦をでファイナルを経験、一躍全国にその名を馳せた（ビリヤードウォーカーの選手紹介 より》

## 主な海外成績
- 2005年 コリア・プロツアーチャンピオンシップ準優勝
- 2006年 ソウルオープン・優勝、ワールドプールマスターズ・招待出場
- 2006年 ダービーシティクラシック（9ボールの部）5位タイ

## 主な国内成績
- 2005年 東京オープン、TOKYO9ボールなど5勝（JBC)
- 2010年 西日本グランプリ第6戦・優勝 西日本グランプリ第3戦（西G3）3位タイ
- 2011年 西日本グランプリ第2戦 準優勝 全日本選手権・3位タイ
- 2012年 北陸オープン・優勝 第15回エイトボールオープン 3位タイ
- 2012年 西日本グランプリ第2戦 準優勝
- 2013年 北海道オープン・優勝
- 2013年 全日本14-1オープン選手権・準優勝
- 2013年 西日本グランプリ3戦・準優勝
- 2013年 兵庫オープン・優勝
- 2014年 西日本グランプリ2戦・準優勝
- 2014年 西日本グランプリ3戦・優勝
- 2014年 西日本グランプリ4戦・準優勝
- 2015年 全日本14-1オープン選手権・準優勝
- 2015年 兵庫オープン・準優勝
- 2015年 フレクシェカップ・準優勝
- 2016年 西日本グランプリ3戦・優勝
- 2017年 ハウステンボス九州オープン・優勝